# Thomas Farrell (oficial do Exército dos Estados Unidos)
O major-general Thomas Francis Farrell (3 de dezembro de 1891 - 11 de abril de 1967) foi o vice-comandante e chefe de operações de campo do Projeto Manhattan, atuando como oficial executivo do major-general Leslie R. Groves Jr.

## Biografia
Thomas Francis Farrell nasceu em 3 de dezembro de 1891 em Brunswick, Nova York, o quarto dos nove filhos de John Joseph Farrell Sr., um fazendeiro, e sua esposa Margaret née Connolly. Farrell foi criado na fazenda de 200 acres (81 ha) da família, onde seu pai tinha um pomar de maçãs e criava porcos e gado leiteiro. As crianças ajudavam nas tarefas da fazenda e entregavam o leite, mas nenhuma ficou adulta. Farrell se formou no Rensselaer Polytechnic Institute em 1912. Seu primeiro trabalho profissional foi no New York State Barge Canal. Ver os trabalhadores irlandeses sendo maltratados pelos patrões fez dele um acérrimo defensor do trabalho organizado. Ele trabalhou no Canal do Panamá de 1913 a 1916.